# Первый список лишённых гражданства нацистской Германии
Первый список лишённых гражданства Германской империи — перечень 33 лиц, которые в 1933 году по решению национал-социалистического правительства были лишены немецкого подданства и тем самым стали апатридами. Правовым основанием для данного списка стал закон об отказе в предоставлении немецкого гражданства и его лишении, принятый 14 июля 1933 года.

## Содержание
Данный список, напечатанный 25 августа 1933 года в газете Deutscher Reichsanzeiger, стал первым в череде подобных. 359-й список, оказавшийся последним, был опубликован 7 апреля 1945 года. В целом за время нацистского правления были лишены гражданства 39006 человек.
В первый список вошли такие видные противники нацизма, как социал-демократический политик Рудольф Брейтшейд, писатель Лион Фейхтвангер, бывший рейхсканцлер Филипп Шейдеман, издатель Вилли Мюнценберг, писатель и старейшина немецких театральных критиков Альфред Керр, коммунист Макс Гёльц, журналист и писатель Курт Тухольский, писатель Генрих Манн, математик Эмиль Гумбель, коммунист и депутат рейхстага Вильгельм Пик, писатель и политик Эрнст Толлер, коммунист Курт Гроссман, выступавший против закона о предоставлении чрезвычайных полномочий правительству председатель СДПГ Отто Вельс, заместитель полицайпрезидента Берлина, оппонент Геббельса и защитник правового государства Бернгард Вайс, министр внутренних дел Пруссии Альберт Гржезински и многие другие. Большую часть этого и последующих списков составляла тогдашняя интеллектуальная элита Германии. Имущество лишенных гражданства было конфисковано, вследствие чего большая часть из них оказалась без средств к существованию.
В Немецком клубе в Лондоне были вывешены портреты всех 33 фигурантов списка с подписью: «Если вы встретитесь с ними — забейте до смерти!».

## Список имен
- Альфред Апфель[нем.], адвокат
- Георг Бернгард[нем.], журналист
- Рудольф Брейтшейд, деятель СДПГ
- Бернгард Вайс, заместитель начальника полиции Берлина
- Роберт Вайсман, статс-секретарь Пруссии
- Отто Вельс, деятель СДПГ
- Иоганнес Вертхауэр[нем.], юрист
- Вильгельм Гансман, деятель СДПГ
- Фридрих Геккерт, деятель КПГ
- Гельмут фон Герлах, журналист, пацифист, леволиберальный политик
- Макс Гёльц, деятель КПГ
- Эльфрида Гольке, деятельница КПГ
- Альберт Гржезински, деятель СДПГ, министр внутренних дел Пруссии
- Курт Гроссман, журналист
- Эмиль Юлиус Гумбель, пацифист, профессор математики
- Макс Зиверс, председатель Немецкого вольнодумного общества
- Альфред Керр, театральный критик
- Отто Леман-Русбюльдт, пацифист
- Генрих Манн, писатель
- Петер Масловски, деятель КПГ
- Вилли Мюнценберг, коммунистический издатель
- Гейнц Нейман, деятель КПГ
- Вильгельм Пик, деятель КПГ
- Эрнст Толлер, писатель
- Курт Тухольский, писатель, журналист, пацифист
- Альфред Фальк, пацифист
- Лион Фейхтвангер, писатель
- Фридрих Вильгельм Фёрстер, пацифист
- Леопольд Шварцшильд, журналист
- Филипп Шейдеман, деятель СДПГ
- Фридрих Штампфер, журналист
- Ойген Эппштейн, деятель КПГ
- Бертольд Якоб, журналист, пацифист